# Goudhaanzanger
De goudhaanzanger (Basileuterus culicivorus) is een zangvogel uit de familie Parulidae (Amerikaanse zangers).

## Verspreiding en leefgebied
Deze soort telt 14 ondersoorten:
- B. c. flavescens: het westelijke deel van Centraal-Mexico.
- B. c. brasierii: noordoostelijk en het oostelijke deel van Centraal-Mexico.
- B. c. culicivorus: van het zuidelijke deel van Centraal-Mexico tot noordelijk Costa Rica.
- B. c. godmani: van centraal Costa Rica tot westelijk Panama.
- B. c. occultus: westelijk Colombia.
- B. c. austerus: centraal Colombia.
- B. c. indignus: noordelijk Colombia.
- B. c. cabanisi: noordoostelijk Colombia en noordwestelijk Venezuela.
- B. c. olivascens: noordelijk en noordoostelijk Venezuela en Trinidad.
- B. c. segrex: zuidelijk Venezuela, westelijk Guyana en noordelijk Brazilië.
- B. c. auricapilla: centraal en oostelijk Brazilië.
- B. c. azarae: zuidoostelijk en zuidelijk Brazilië, Paraguay, Uruguay en noordelijk Argentinië.
- B. c. viridescens: oostelijk Bolivia.
- Basileuterus culicivorus hypoleucus: zuidwestelijk Brazilië en noordoostelijk Paraguay.